# Alto Paraíso de Goiás
Alto Paraíso de Goiás is een gemeente in de Braziliaanse deelstaat Goiás. De gemeente telt 6.982 inwoners (schatting 2009).

## Aangrenzende gemeenten
De gemeente grenst aan Cavalcante, Colinas do Sul, Niquelândia, Nova Roma, São João d'Aliança en Teresina de Goiás.

## Geboren
- Fernando Francisco Reges (1987), voetballer